# Walk of Fame (Utrecht)

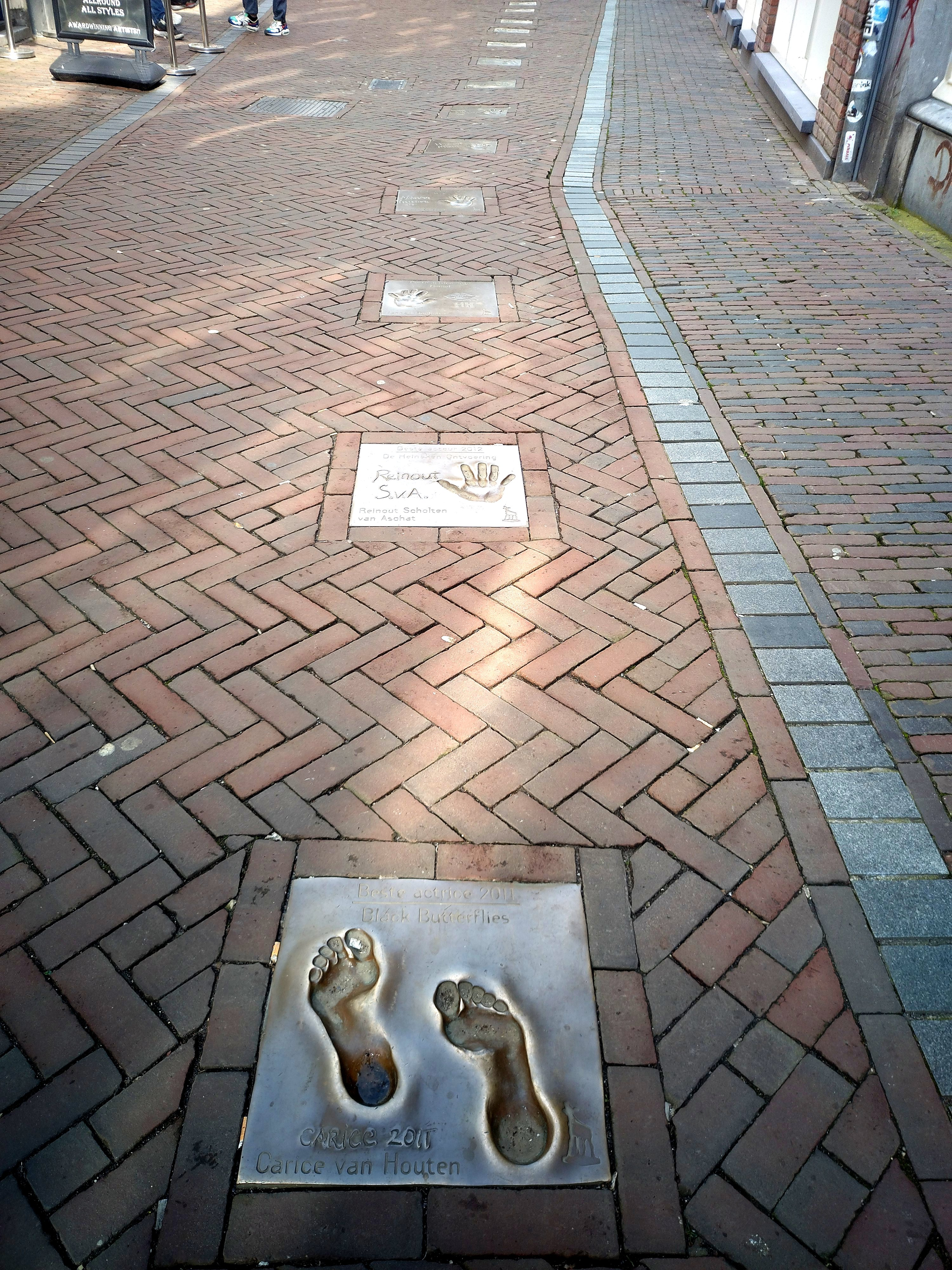
Tegels van de Walk of Fame (2024)

De Walk of Fame in Utrecht bevindt zich in de Vinkenburgstraat in het centrum van Utrecht. De Walk of Fame bestaat uit bronzen plakkaten met hand en voetafdrukken van beroemdheden uit de filmwereld. De Walk of Fame vloeide voort uit het Nederlands Film Festival, dat ook jaarlijks plaatsvindt in Utrecht. Tezamen met het uitreiken van de prijzen worden ook de nieuwe sterren op de Walk of Fame onthuld.

## Gouden tegels
Hieronder is een lijst van acteurs, regisseurs, producenten en scenarioschrijvers die een gouden tegel op de Walk of Fame hebben.
| Naam                        | Prijs                              | Film                               |
| --------------------------- | ---------------------------------- | ---------------------------------- |
| Burny Bos                   | Beste speelfilm 1999               | Abeltje                            |
| Ger Poppelaars              | Beste scenario 1999                | Missing Link                       |
| Matthijs van Heijningen     | Cultuurprijs 1999                  |                                    |
| Monique van de Ven          | Beste Nederlandse film van de eeuw | Turks fruit                        |
| Nadja Hüpscher              | Beste actrice 1999                 | De boekverfilming                  |
| Paul Verhoeven              | Beste Nederlandse film van de eeuw | Turks fruit                        |
| Rijk de Gooyer              | Beste acteur 1999                  | Madelief, krassen in het tafelblad |
| Rob Houwer                  | Beste Nederlandse film van de eeuw | Turks fruit                        |
| Roel Reiné                  | Beste regie 1999                   | The Delivery                       |
| Willeke van Ammelrooy       | Beste actrice 2000                 | Lijmen/Het been                    |
| Victor Löw                  | Beste acteur 2000                  | Lek                                |
| Jean van de Velde           | Beste speelfilm 2000               | Lek                                |
| Monic Hendrickx             | Beste actrice 2001                 | Nynke                              |
| Fedja van Huêt              | Beste acteur 2001                  | AmnesiA                            |
| Carice van Houten           | Beste actrice 2002                 | Minoes                             |
| Jacob Derwig                | Beste acteur 2002                  | Zus & Zo                           |
| Kim van Kooten              | Beste actrice 2003                 | Phileine zegt sorry                |
| Tygo Gernandt               | Beste acteur 2003                  | Van god los                        |
| Monic Hendrickx             | Beste actrice 2004                 | Het zuiden                         |
| Cees Geel                   | Beste acteur 2004                  | Simon                              |
| Maria Kraakman              | Beste actrice 2005                 | Guernsey                           |
| Thijs Römer                 | Beste acteur 2005                  | 06/05                              |
| Carice van Houten           | Beste actrice 2006                 | Zwartboek                          |
| Frank Lammers               | Beste acteur 2006                  | Nachtrit                           |
| Elsie de Brauw              | Beste actrice 2007                 | Tussenstand                        |
| Marcel Hensema              | Beste acteur 2007                  | Wild Romance                       |
| Anneke Blok                 | Beste actrice 2008                 | Tiramisu                           |
| Robert de Hoog              | Beste acteur 2008                  | Skin                               |
| Rifka Lodeizen              | Beste actrice 2009                 | Kan door huid heen                 |
| Martijn Lakemeier           | Beste acteur 2009                  | Oorlogswinter                      |
| Carice van Houten           | Best actrice 2010                  | De gelukkige huisvrouw             |
| Barry Atsma                 | Beste acteur 2010                  | Komt een vrouw bij de dokter       |
| Carice van Houten           | Beste actrice 2011                 | Black Butterflies                  |
| Nasrdin Dchar               | Beste acteur 2011                  | Rabat                              |
| Hannah Hoekstra             | Beste actrice 2012                 | Hemel                              |
| Reinout Scholten van Aschat | Beste acteur 2012                  | De Heineken Ontvoering             |
| Hadewych Minis              | Beste actrice 2013                 | Borgman                            |
| Marwan Kenzari              | Beste acteur 2013                  | Wolf                               |
| Abbey Hoes                  | Beste actrice 2014                 | Nena                               |
| Gijs Naber                  | Beste acteur 2014                  | Aanmodderfakker                    |
| Georgina Verbaan            | Beste actrice 2015                 | De Surprise                        |
| Martijn Fischer             | Beste acteur 2015                  | Bloed, zweet & tranen              |
| Hannah Hoekstra             | Beste actrice 2016                 | De helleveeg                       |
| Issaka Sawadogo             | Beste acteur 2016                  | The Paradise Suite                 |
| Nora El Koussour            | Beste actrice 2017                 | Layla M.                           |
| Peter Paul Muller           | Beste acteur 2017                  | Bram Fischer                       |
| Maria Kraakman              | Beste actrice 2018                 | In Blue                            |
| Jacob Derwig                | Beste acteur 2018                  | Bankier van het verzet             |
| Melody Klaver               | Beste actrice 2019                 | Rafaël                             |
| Marcel Musters              | Beste acteur 2019                  | God Only Knows                     |
| Beppie Melissen             | Beste actrice 2020                 | Kapsalon Romy                      |
| Shahine El-Hamus            | Beste acteur 2020                  | De belofte van Pisa                |
| Fedja van Huêt              | Beste hoofdrol 2021                | De veroordeling                    |
| Will Koopman                | Filmcultuurprijs 2022              |                                    |
| Thekla Reuten               | Beste hoofdrol 2022                | Narcosis                           |
| Digna Sinke                 | Filmcultuurprijs 2023              |                                    |

## Galerij

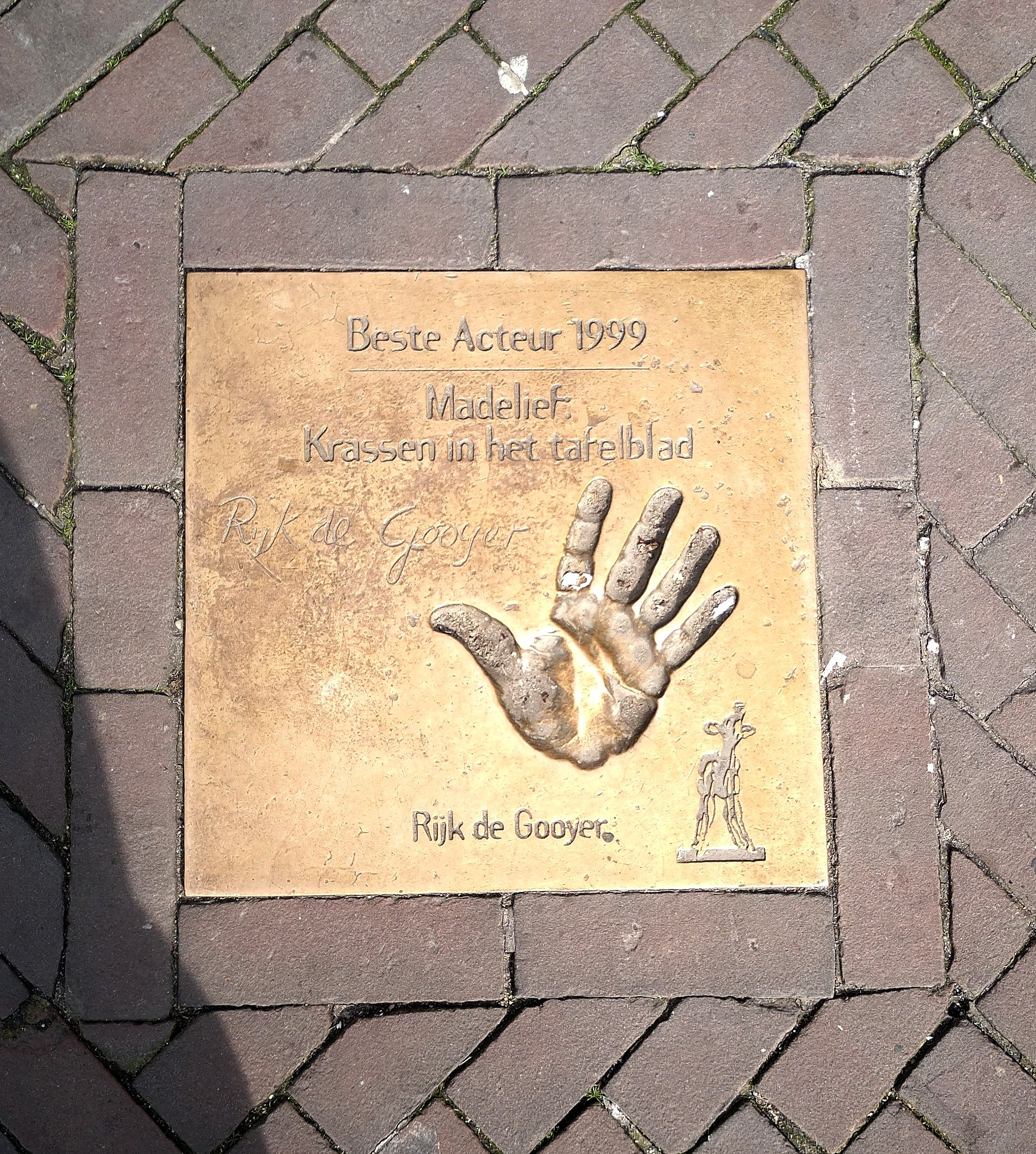
Tegel van Rijk de Gooyer
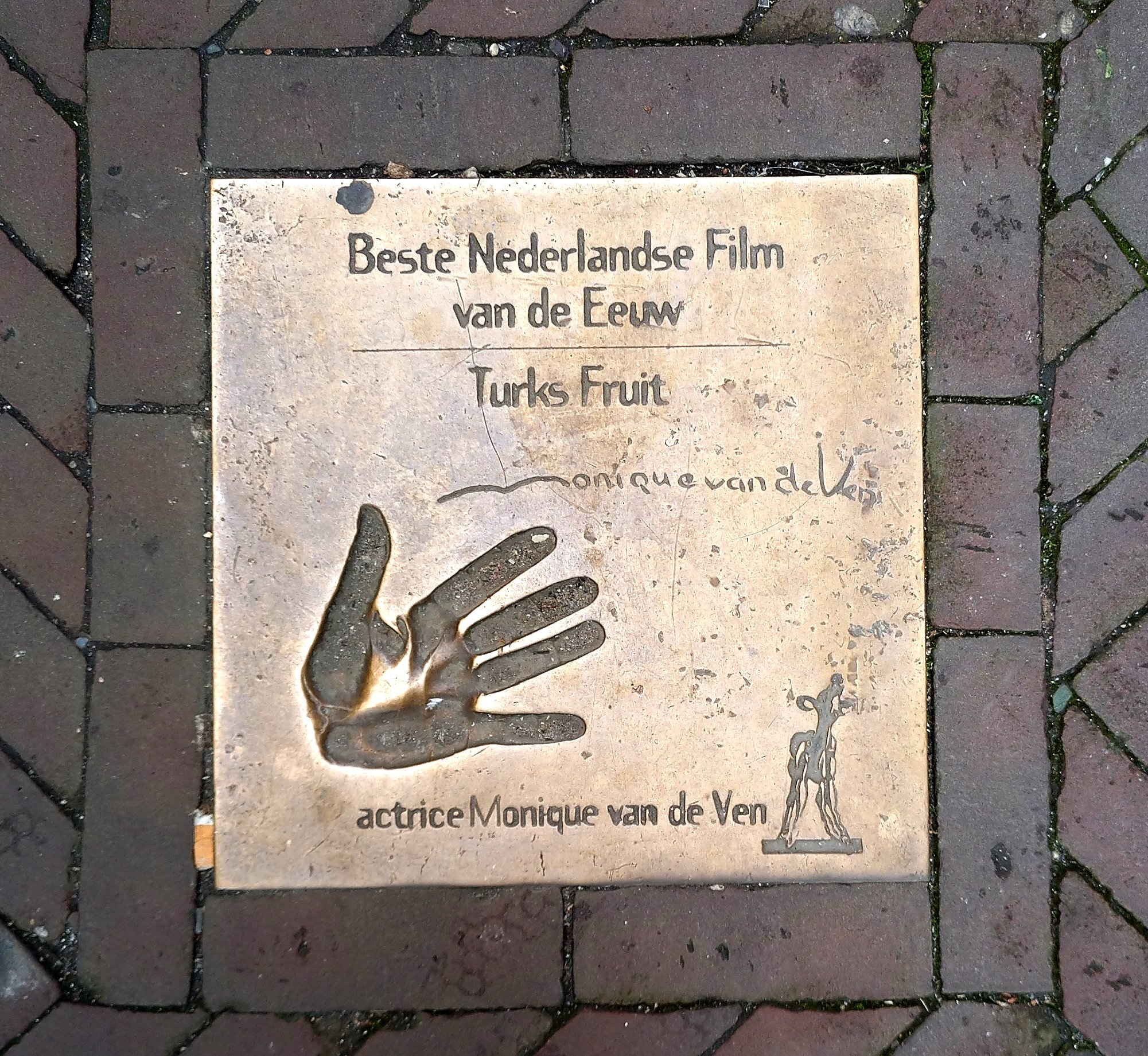
Tegel van Monique van de Ven